# 大和大路通

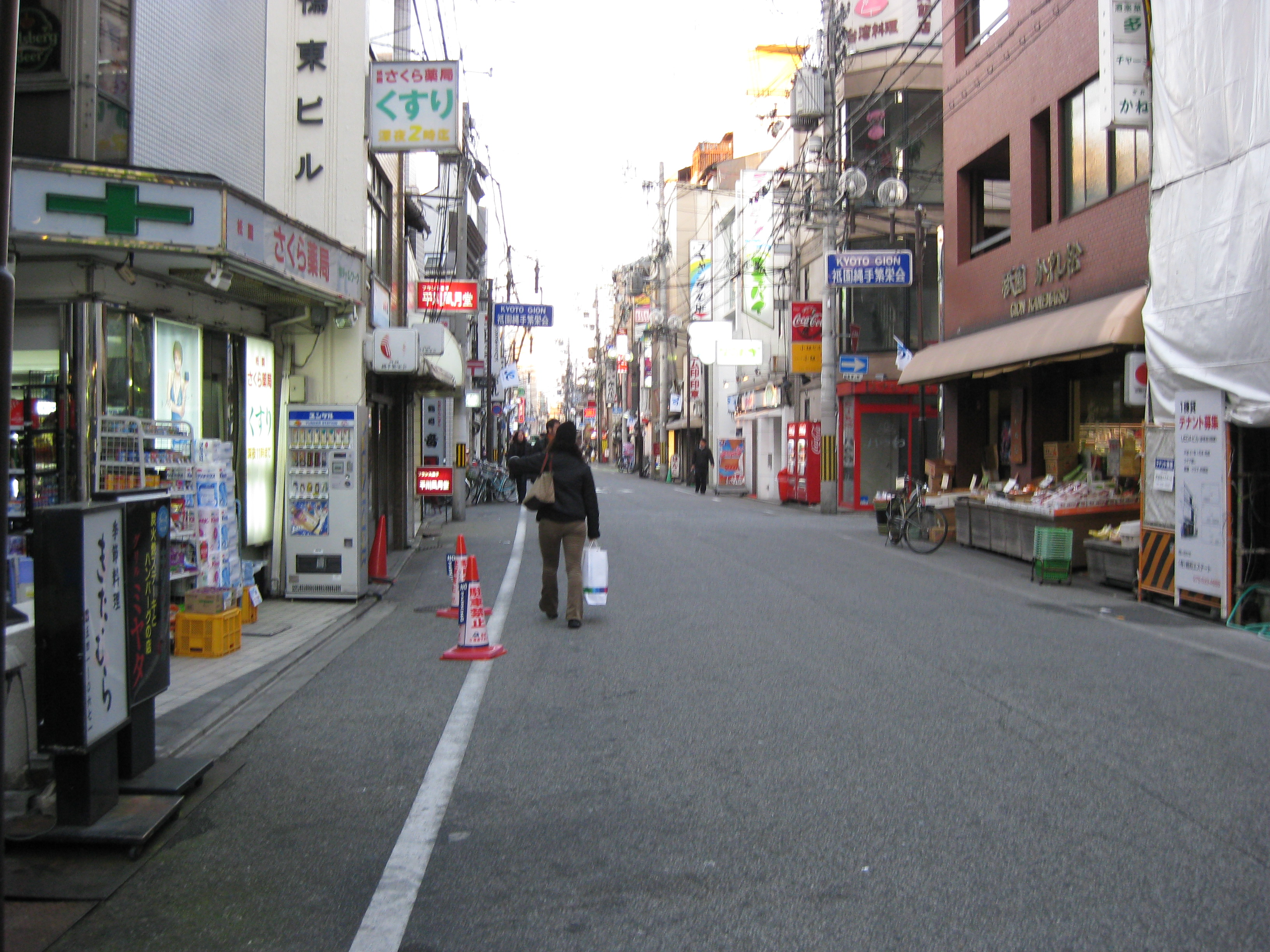
大和大路通。四条通以北の縄手通と呼ばれる区間

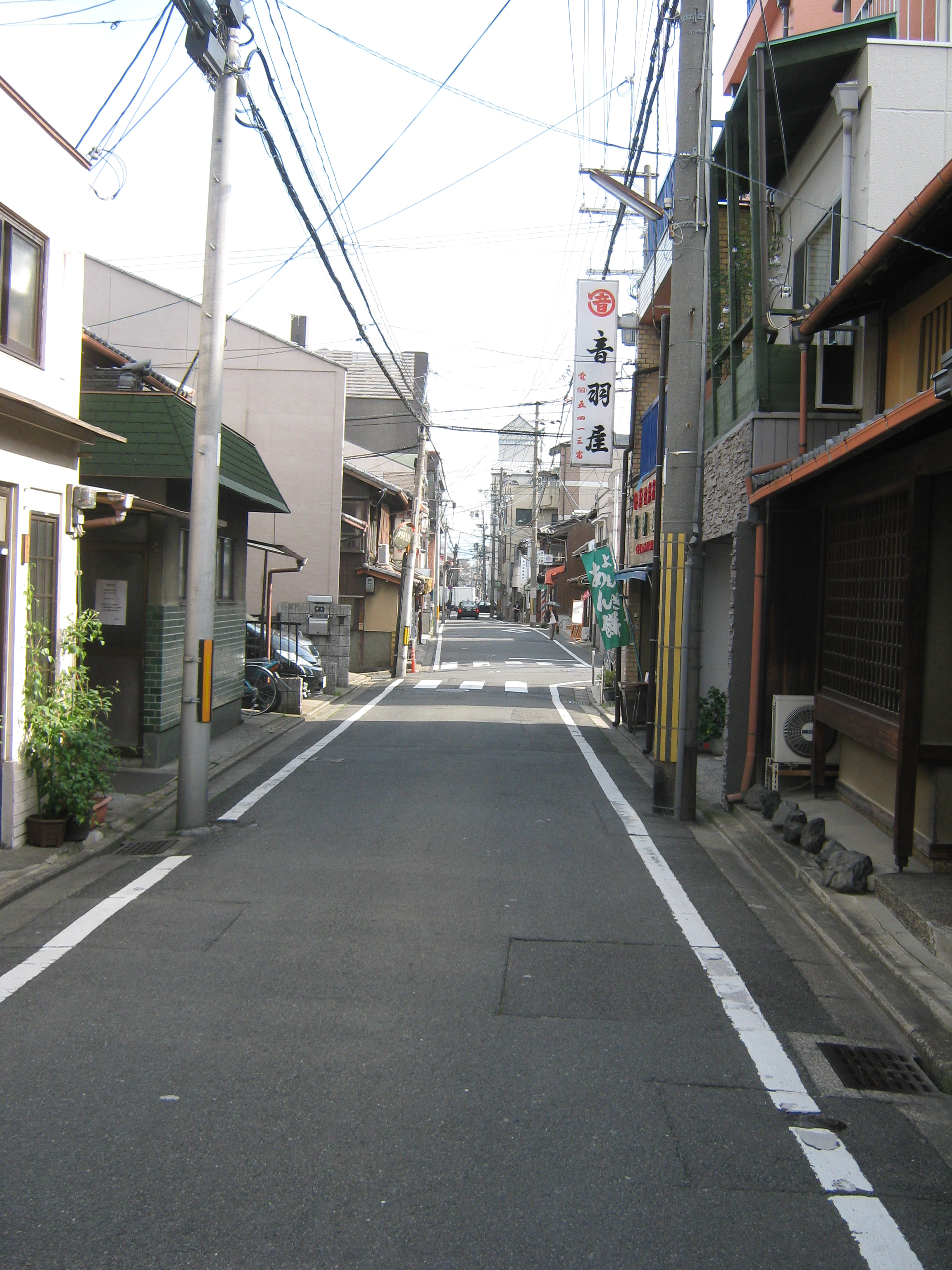
五条と七条の間、本来の大和大路、京都市東山区

大和大路通（やまとおおじどおり）は、京都市の南北の通りの一つ。北は三条からだが、三条通との間に京阪電鉄三条駅と地下鉄三条京阪駅に付設されたバスターミナルがあり、若松通との交点から南に伸びている。南端は泉涌寺道（京都市立東山泉小中学校西学舎の南側の道）まで。全長約2.9kmかつての大和大路の一部にあたる。
四条以北は縄手通（縄手＝鴨川の土手）と呼ばれる。
大半は全幅が1ないし2車線相当の生活道路で、車両一方通行規制が敷かれる区間も多い。しかし豊国神社と方広寺に面する一角では、豊国神社鳥居前の道幅約20メートルをピークとする道幅の膨らみがある。
東海道本線（琵琶湖線）との交差部は歩行者専用の階段つき跨線橋となっている。

## 沿道の施設
- 東山警察署大和大路警備派出所
- 建仁寺
- 方広寺
- 豊国神社
- 京都国立博物館
- 三十三間堂